# B.B.
B.B. fue una revista femenina española editada desde Barcelona por Buigas en 1920 y por Ferma en 1959.

## Primera época: 1920
"B.B." fue lanzado por Joaquín Buigas, también director de "TBO" en 1920, a imitación de la publicación francesa "La Poupée Modele", siendo el primer tebeo para niñas publicado en España.
Varió frecuentemente de formato y llegó a alcanzar los 133 números, manteniendo siempre un precio de 15 céntimos, con una tirada máxima de 20.000 ejemplares semanales.

## Segunda época: 1959
En 1959, Editorial Ferma recuperó el título para una colección de cuadernos de 15 x 21 cm. y tema romántico, que debió alcanzar los 41 números. Entre sus dibujantes destacaron Giralt y José Tello.